# Mats Nilsland
Mats Nilsland (ur.  1951 – Vellinge) – szwedzki brydżysta, World Life Master oraz Senior Master (WBF), European Master (EBL).
Mats Nilsland jest teoretykiem brydża. Jest twórcą popularnego w Szwecji systemu Modern standard.

## Wyniki brydżowe

### Olimpiady
Na olimpiadach uzyskał następujące rezultaty:
| Olimpiady brydżowe. Zawody teamów | Olimpiady brydżowe. Zawody teamów | Olimpiady brydżowe. Zawody teamów | Olimpiady brydżowe. Zawody teamów | Olimpiady brydżowe. Zawody teamów | Olimpiady brydżowe. Zawody teamów |
| Rok                               | Miejsce                           | Zawody                            | Kategoria                         | Drużyna                           | Pozycja                           |
| --------------------------------- | --------------------------------- | --------------------------------- | --------------------------------- | --------------------------------- | --------------------------------- |
| 2012                              | Lille                             | 2. Olimpiada Sportów Umysłowych   | Seniorzy                          | Sweden                            | 4                                 |
| 2000                              | Maastricht                        | 11. Olimpiada Brydżowa            | Open                              | Sweden                            | 9                                 |
| 1996                              | Rodos                             | 10. Olimpiada Teamów              | Open                              | Sweden                            | 11                                |
| 1992                              | Salsomaggiore                     | 9. Olimpiada Teamów               | Open                              | Sweden                            | 4                                 |
| 1972                              | Miami Beach                       | 4. Olimpiada Brydżowa             | Open                              | Sweden                            | 14                                |

### Zawody światowe
W światowych zawodach zdobył następujące lokaty:
| Mistrzostwa Świata. Konkurencja teamów | Mistrzostwa Świata. Konkurencja teamów | Mistrzostwa Świata. Konkurencja teamów  | Mistrzostwa Świata. Konkurencja teamów | Mistrzostwa Świata. Konkurencja teamów | Mistrzostwa Świata. Konkurencja teamów |
| Rok                                    | Miejsce                                | Zawody                                  | Kategoria                              | Drużyna                                | Pozycja                                |
| -------------------------------------- | -------------------------------------- | --------------------------------------- | -------------------------------------- | -------------------------------------- | -------------------------------------- |
| 2000                                   | Southampton                            | 34. Mistrzostwa Świata Teamów           | Trans                                  | Gullberg                               | 57                                     |
| 2000                                   | Southampton                            | 34. Mistrzostwa Świata Teamów           | Open                                   | Sweden                                 | 5                                      |
| 1998                                   | Lille                                  | 10. Mistrzostwa Świata                  | Open                                   | Lindkvist                              | 3                                      |
| 1996                                   | Rodos                                  | 1. Mistrzostwa Świata Teamów Mikstowych | Miksty                                 | Karrstrand                             | 86                                     |
| 1995                                   | Pekin                                  | 32. Mistrzostwa Świata Teamów           | Open                                   | Sveden                                 | 4                                      |
| 1991                                   | Jokohama                               | 30. Mistrzostwa Świata Teamów           | Open                                   | Sveden                                 | 3                                      |
| 1990                                   | Genewa                                 | 8. Mistrzostwa Świata                   | Open                                   | Fallenius                              | 17                                     |
| 1986                                   | Miami Beach                            | 7. Mistrzostwa Świata                   | Open                                   | Fallenius                              | 3                                      |

### Zawody europejskie
W europejskich zawodach zdobył następujące lokaty:
| Zawody europejskie. Konkurencja teamów | Zawody europejskie. Konkurencja teamów | Zawody europejskie. Konkurencja teamów | Zawody europejskie. Konkurencja teamów | Zawody europejskie. Konkurencja teamów | Zawody europejskie. Konkurencja teamów |
| Rok                                    | Miejsce                                | Zawody                                 | Kategoria                              | Drużyna                                | Pozycja                                |
| -------------------------------------- | -------------------------------------- | -------------------------------------- | -------------------------------------- | -------------------------------------- | -------------------------------------- |
| 2013                                   | Ostenda                                | 6. Otwarte Mistrzostwa Europy          | Miksty                                 | Barel                                  | 83                                     |
| 2013                                   | Ostenda                                | 6. Otwarte Mistrzostwa Europy          | Open                                   | Assael                                 | 9                                      |
| 2010                                   | Ostenda                                | 50. Mistrzostwa Europy Teamów          | Seniorzy                               | Sweden                                 | 13                                     |
| 1999                                   | Malta                                  | 44. Mistrzostwa Europy Teamów          | Open                                   | Sweden                                 | 2                                      |
| 1997                                   | Montecatini                            | 43. Mistrzostwa Europy Teamów          | Open                                   | Sweden                                 | 8                                      |
| 1995                                   | Vilamoura                              | 42. Mistrzostwa Europy Teamów          | Open                                   | Sweden                                 | 4                                      |
| 1991                                   | Killarney                              | 40. Mistrzostwa Europy Teamów          | Open                                   | Sweden                                 | 2                                      |

| Zawody europejskie. Konkurencja par | Zawody europejskie. Konkurencja par | Zawody europejskie. Konkurencja par | Zawody europejskie. Konkurencja par | Zawody europejskie. Konkurencja par | Zawody europejskie. Konkurencja par |
| Rok                                 | Miejsce                             | Zawody                              | Kategoria                           | Partner                             | Pozycja                             |
| ----------------------------------- | ----------------------------------- | ----------------------------------- | ----------------------------------- | ----------------------------------- | ----------------------------------- |
| 2013                                | Ostenda                             | 6. Otwarte Mistrzostwa Europy       | Seniorzy                            | Lena Karrstrand                     | 111                                 |

## Klasyfikacja
- Mats Nilsland – klasyfikacja WBF (ang.)
- Mats Nilsland – klasyfikacja EBL (ang.)